# Istán
Istán là một đô thị trong tỉnh Málaga, cộng đồng tự trị Andalusia Tây Ban Nha. Đô thị này có diện tích là ki-lô-mét vuông, dân số năm 2009 là người với mật độ người/km². Đô thị này có cự ly km so với tỉnh lỵ Málaga.